# Стадіон імені Султана Білімханова
Стадіон імені Султана Білімханова — колишня домашня арена футбольного клубу «Терек». Стадіон розташований у місті Грозному, вміщує 10 300 глядачів. Побудований у 1946 році, реконструйований у 2007 році (до 2008 року мав назву «Динамо»).

## Теракт 9 травня 2004 року
Уранці 9 травня 2004 року Ахмат Кадиров і всі вищі керівники Чеченської Республіки, командувач Об'єднаного угрупування військ з проведення контртерористичної операції на території Північно-Кавказького регіону Валерій Баранов, інші представники командування Збройних Сил Росії зібралися на трибуні для почесних гостей з нагоди Дня Перемоги.— отмечал в интервью журналу «Власть» (24.05.2004) бывший в 2001—2002 годах начальником УВД Чечни Саид-Селим Пешхоев.

Міністр внутрішніх справ Чечні Руслан Алханов, який у фатальну годину перебував поряд із Кадировим (був начальником його охорони) і був поранений, у 2011 році згадував: 
|  | На жизнь Ахмата Кадырова множество раз покушались, а он всегда относился к этому спокойно и лишь повторял, что на всё воля Всевышнего, и что если ему суждено умереть, то никакие щиты его не спасут, а если суждено жить, то, сколько бы на его жизнь ни покушались, он будет жить. |

О 10:35 стався теракт — на центральній трибуні стадіону спрацював вибуховий пристрій. За даними генерал-полковника В. Баранова, вибухівку було закладено заздалегідь, при реконструкції стадіону; у день свята працювали подавлювачі радіосигналів, але підрив був проведений по дротах. Згідно з офіційними даними, семеро людей загинули, понад 50 зазнали поранення. Кадиров був тяжко поранений і помер дорогою до лікарні, не приходячи до тями. Тоді ж загинув голова Держради Чеченської Республіки Хусейн Ісаєв.
15 червня 2006 року сайтом чеченських сепаратистів «Кавказ-центр» була поширена заява Шаміля Басаєва, у якій той узяв на себе відповідальність за теракт. Згідно з тією ж заявою, виконавцям було сплачено 50 тисяч доларів.

## Історія
Стадіон був перейменований 2008 року на честь віце-спікера Народних Зборів Парламенту Чеченської Республіки Султана Білімханова, який загинув 2 січня 2006 року у ДТП. Перший післявоєнний матч на стадіоні відбувся 14 березня 2008 року між «Тереком» та «Крилами Рад». До сезону 2011/2012 був основним стадіоном ФК «Терек». Наразі стадіон є головною ареною молодіжної команди клубу «Ахмат». У 2021 році, поки ведеться реконструкція стадіону «Спартак», на ньому тимчасово проводить домашні матчі «Аланія».